# Pandrup Kommune
Pandrup Kommune i Nordjyllands Amt blev dannet ved kommunalreformen i 1970. Ved strukturreformen i 2007 indgik den sammen med Brovst Kommune, Fjerritslev Kommune og Aabybro Kommune i Jammerbugt Kommune.

## Tidligere kommuner
Pandrup Kommune blev dannet ved sammenlægning af 3 sognekommuner:
| Kommune                             | Folketal 1. januar 1970 | Byer                           |
| ----------------------------------- | ----------------------- | ------------------------------ |
| Ingstrup-Vester Hjermitslev-Alstrup | 1.795                   | Ingstrup og Vester Hjermitslev |
| Jetsmark                            | 5.055                   | Kås og Pandrup                 |
| Saltum-Hune                         | 2.421                   | Saltum, Blokhus og Hune        |
| I alt                               | 9.271                   |                                |

## Sogne
Pandrup Kommune bestod af følgende sogne, alle fra Hvetbo Herred:
- Alstrup Sogn
- Hune Sogn
- Ingstrup Sogn
- Jetsmark Sogn
- Saltum Sogn
- Vester Hjermitslev Sogn

## Borgmestre[2]
| Navn                 | Parti             | Periode   |
| -------------------- | ----------------- | --------- |
| Niels Simoni Nielsen | Venstre           | 1970-1982 |
| Lars Dam Jens        | Venstre           | 1982-1994 |
| Søren P. Mortensen   | Socialdemokratiet | 1994-1998 |
| Flemming Jansen      | Venstre           | 1998-2007 |